# جيمي ديكون
جيمي ديكون (بالإنجليزية: Jimmy Deacon)‏ (23 يناير 1906 بغلاسكو في المملكة المتحدة - 1976) هو لاعب كرة قدم بريطاني (وحمل سابقاً جنسية المملكة المتحدة لبريطانيا العظمى وأيرلندا) في مركز الهجوم. لعب مع نادي ساوثيند يونايتد ونادي هارتلبول يونايتد ووولفرهامبتون واندررز ودارلينجتون إف سى.

## وصلات خارجية
- جيمي ديكون على موقع قاعدة بيانات كرة القدم.إي يو (الإنجليزية)